# 川辺郡
- 令制国一覧 > 畿内 > 摂津国 > 川辺郡
- 日本 > 近畿地方 > 兵庫県 > 川辺郡

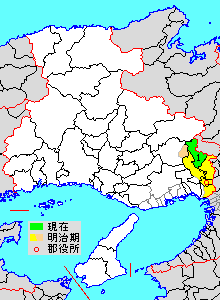
兵庫県川辺郡の位置（緑：猪名川町 薄黄：後に他郡に編入された区域）

川辺郡（かわべぐん）は、兵庫県（摂津国）の郡。古くは河辺郡とも書いた（出羽国・羽後国・秋田県の河辺郡とは異なる）。
人口27,756人、面積90.33km²、人口密度307人/km²。（2025年2月1日、推計人口）
以下の1町を含む。
- 猪名川町（いながわちょう）

## 郡域
1879年（明治12年）に行政区画として発足した当時の郡域は、上記1町のほか、概ね下記の区域にあたる。
- 川西市の全域
- 伊丹市の大部分（旧武庫郡時友村、西昆陽村だった部分を除く）
- 尼崎市の大部分（中央・園田・小田・立花の各地区。東海道本線以南の蓬川以東、水堂町二丁目、南武庫之荘二丁目、同三丁目、武庫之荘東二丁目、富松町以東および武庫之荘三丁目・水堂町四丁目・西立花二丁目・同三丁目の各一部）
- 宝塚市の大部分（武庫川左岸）
- 三田市の一部（旧高平村域）
- 大阪府豊能郡豊能町の一部（旧横地村だった部分）

このうち、川西市、伊丹市、宝塚市、猪名川町の3市1町は「阪神北部広域行政推進協議会」が置かれてお互いに行政上の交流を図っている。

## 歴史

### 古代
和銅6年（713年）、一部を能勢郡として割置。

#### 郷
『和名類聚抄』に記される郡内の郷。
- 雄家郷（おべ）
- 山本郷（やまもと）
- 為奈郷（いな）
- 郡家郷（ぐんが）
- 楊津郷（やないづ）
- 余戸郷（あまるべ）
- 大神郷（おおむち）
- 雄上郷（おべのかみ）

#### 式内社
『延喜式』神名帳に記される郡内の式内社。
| 神名帳             | 神名帳           | 神名帳 | 神名帳           | 比定社             | 比定社             | 比定社 | 集成 |
| 社名               | 読み             | 格     | 付記             | 社名               | 所在地             | 備考   | 集成 |
| ------------------ | ---------------- | ------ | ---------------- | ------------------ | ------------------ | ------ | ---- |
| 河辺郡 7座（並小） |                  |        |                  |                    |                    |        |      |
| 伊佐具神社         | イサクノ         | 小     | 鍬靫             | 伊佐具神社         | 兵庫県尼崎市上坂部 |        |      |
| 高売布神社         | タカヒメノ -メフ | 小     |                  | 高売布神社         | 兵庫県三田市酒井   |        |      |
| 鴨神社             | カモノ           | 小     |                  | 鴨神社             | 兵庫県川西市加茂   |        |      |
| 伊居太神社         | イケタノ         | 小     |                  | （論）伊居太神社   | 大阪府池田市綾羽   |        |      |
| 伊居太神社         | イケタノ         | 小     | （論）伊居太神社 | 兵庫県尼崎市下坂部 |                    |        |      |
| 多太神社           | タダノ           | 小     |                  | 多太神社           | 兵庫県川西市平野   |        |      |
| 小戸神社           | ヲベノ           | 小     |                  | 小戸神社           | 兵庫県川西市小戸   |        |      |
| 売布神社           | ヒメフノ メフ    | 小     |                  | 売布神社           | 兵庫県宝塚市売布   |        |      |
| 凡例を表示         |                  |        |                  |                    |                    |        |      |

### 近世以降の沿革
- 「旧高旧領取調帳」に記載されている明治初年時点での支配は以下の通り。●は村内に寺社領が、○は寺社除地[1]が存在。（1町187村）

| 知行         | 知行                           | 村数     | 村名 |
| ------------ | ------------------------------ | -------- | --- |
| 幕府領       | 幕府領（代官支配）             | 71村     | 瓦宮村、法界寺村、椎堂村、小中島村、田中村（現・尼崎市）、寺本村、新田中野村、昆陽村、千僧村、大広寺村、下市場村、○平野村、○西多田村、芋生村、赤松村、○玉瀬村、○境野村、北畑村、南畑村、北畑南畑立会新田、猪淵村、銀山町、○広根村、下肝川村、上肝川村、差組村、○上野村、石道村、虫生村、○西畦野村、○東畦野村、○見野村、○笹部村、一庫村、山原村、○上原村、○下原村、○柏梨田村、○紫合村、○南田原村、○北田原村、○内馬場村、○横路村、○国崎村、○黒川村、○民田村、○上阿古谷村、○下阿古谷村、○万善村、○槻並村、○木津村、林田村、○木間生村、○栃原村、○笹尾村、○清水村（現・尼崎市）、○清水東村、○仁頂寺村、○鎌倉村、○島村、○杉生村、○西畑村、○柏原村、○大原野村、芝辻新田村、○長谷村、村上新田村、上佐曽利村、○下佐曽利村、北野村、上外崎村 |
| 幕府領       | 幕府領（大洲藩預地）           | 1村      | 池尻村 |
| 幕府領       | 一橋徳川家                     | 17村     | 小浜村、安場村、中山寺村、山本村、平井村、加茂村、小花村、火打村、出在家村、萩原村、滝山村、矢問村、●東多田村、若宮村、柳谷村、満願寺村、清水村（現・猪名川町） |
| 幕府領       | 旗本領                         | 16村     | 金楽寺村、七松村、浜村、高田村、次屋村、下坂部村、上坂部村、穴太村、小坂田村、東桑津村、北河原村、辻村、伊丹坂村、野村、久代新田村、中筋村 |
| 幕府領       | 幕府領（代官）・一橋徳川家     | 4村      | 寺畑村、栄根村、小戸村、猪名寺村 |
| 幕府領       | 幕府領（代官）・田安徳川家     | 1村      | 中村 |
| 幕府領       | 一橋徳川家・田安徳川家         | 1村      | ○安倉村 |
| 幕府領       | 幕府領（代官）・旗本領         | 7村      | 潮江村、善法寺村、○下食満村、中食満村、上食満村、御願塚村、森本村 |
| 藩領         | 摂津尼崎藩                     | 1町 26村 | ●尼崎町、尼崎村葭島、杭瀬村、梶ヶ島村、今福村、●大物村、別所村、東長洲村、中長洲村、●西長洲村、東難波村、西難波村、西川村、神崎村、尾浜村、三反田村、大西村、栗山村、上ノ島村、久々知村、塚口村、東富松村、野間村、山田村、荻野村、鴻池村、荒牧村 |
| 藩領         | 摂津麻田藩                     | 12村     | 大鹿村、北村、布木村、田中村（現・三田市）、河原村、十倉村、片古村、槻瀬村、下村、波豆川村、木器村、波豆村 |
| 藩領         | 上総飯野藩                     | 4村      | 戸ノ内村、堀池村、酒井村（現・伊丹市）、岩屋村 |
| 藩領         | 大和小泉藩                     | 1村      | 常光寺村 |
| 藩領         | 武蔵岡部藩                     | 1村      | 久代村 |
| 藩領         | 尼崎藩・飯野藩                 | 1村      | 岡院村 |
| 藩領         | 飯野藩・小泉藩                 | 1村      | 米谷村 |
| 幕府領・藩領 | 幕府領（大洲）・尼崎藩         | 1村      | 南野村 |
| 幕府領・藩領 | 幕府領（代官）・飯野藩         | 2村      | 富田村、西桑津村 |
| 幕府領・藩領 | 幕府領（代官）・麻田藩         | 1村      | 酒井村（現・三田市） |
| 幕府領・藩領 | 幕府領（代官）・旗本領・岡部藩 | 2村      | 田能村、下河原村 |
| 幕府領・藩領 | 旗本領・尼崎藩                 | 2村      | 水堂村、額田村 |
| 幕府領・藩領 | 旗本領・飯野藩                 | 1村      | 若王寺村 |
| その他       | 公家近衛家領                   | 10村     | 外城村、高畑村、野田村、植松村、円正寺村、南中少路村、北中少路村、昆陽口村、北少路村、伊丹村 |
| その他       | 寺社領（多田神社領）           | 2村      | 新田村、多田院村 |
| その他       | 公家近衛家領・幕府領（代官）   | 2村      | 外崎村、曼陀羅寺村 |

- 慶応4年
  - 2月 - 幕府領（代官支配）が大坂裁判所司農局の管轄となる。
  - 4月 - 岡部藩が藩庁を移転して三河半原藩となる。
  - 5月2日（1868年6月21日） - 大坂裁判所司農局の管轄地域が大阪府司農局の管轄となる。
  - 5月24日（1868年7月13日） - 旗本領が大阪府司農局の管轄となる。
  - 6月8日（1868年7月27日） - 大阪府司農局の管轄地域が大阪府北司農局の管轄となる。
- 明治2年
  - 1月20日（1869年3月2日） - 大阪府北司農局の管轄地域が摂津県の管轄となる。
  - 5月10日（1869年6月19日） - 摂津県の管轄地域が豊崎県の管轄となる。
  - 8月2日（1869年9月7日） - 豊崎県の管轄地域が兵庫県の管轄となる。
- 明治3年（1870年）
  - 3月 - 一橋徳川家領・田安徳川家領が兵庫県の管轄となる。
  - 10月14日（1870年11月7日） - 飯野藩領が兵庫県の管轄となる。
  - 12月 - 大洲藩預地が兵庫県の管轄となる。
- 明治4年（2町185村）
  - 7月14日（1871年8月29日） - 廃藩置県により、藩領が尼崎県、麻田県、小泉県、半原県の管轄となる。
  - 11月15日（1871年12月26日） - 第1次府県統合により、半原県の管轄地域が額田県の管轄となる。
  - 11月20日（1871年12月31日） - 第1次府県統合により、全域が兵庫県の管轄となる。
  - 伊丹村が改称して伊丹町となる。
  - 南中少路村・北中少路村が合併して中少路村となる。
- 明治6年（1873年） - 田中村（現・尼崎市）が口田中村、清水村（現・尼崎市）が南清水村、酒井村（現・伊丹市）が口酒井村にそれぞれ改称。
- 明治7年（1874年）（2町172村）
  - 上原村・下原村が合併して原村となる。
  - 北少路村・昆陽口村・中少路村・円正寺村・外城村・高畑村・外崎村・野田村・植松村・大広寺村・上外崎村・下市場村が伊丹町に合併。
- 明治9年（1876年） - 下肝川村・上肝川村が合併して肝川村となる。（2町171村）
- 明治10年（1877年） - 北畑村・南畑村・北畑南畑立会新田が合併して切畑村となる。（2町169村）
- 明治12年（1879年）1月8日 - 郡区町村編制法の兵庫県での施行により、行政区画としての川辺郡が発足。郡役所が伊丹町に設置。
- 明治13年（1880年） - 尼崎村葭島が改称して大洲村となる。
- 明治14年（1881年） - 岡院村・曼陀羅寺村が合併して御園村となる。（2町168村）
- 明治16年（1883年） - 東長洲村・中長洲村が合併して長洲村となる。（2町167村）
- 明治18年（1885年） - 安場村が武庫郡川面村に、辻村・伊丹坂村・野村が北村にそれぞれ合併。（2町163村）

### 町村制以降の沿革

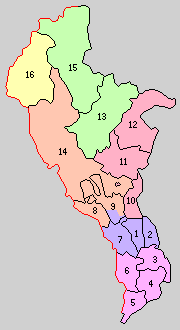
1.伊丹町 2.神津村 3.園田村 4.小田村 5.尼崎町 6.立花村 7.稲野村 8.小浜村 9.長尾村 10.川西村 11.多田村 12.東谷村 13.中谷村 14.西谷村 15.六瀬村 16.高平村（桃：尼崎市 紫：伊丹市 橙：宝塚市 赤：川西市 黄：三田市 緑：猪名川町）

- 明治22年（1889年）4月1日 - 町村制の施行により、以下の町村が発足。▲は飛地を除く。△は飛地のみ。（2町14村）
  - 伊丹町 ← ▲伊丹町、北村、北河原村、天津村[16]、▲大鹿村、△千僧村（現・伊丹市）
  - 神津村 ← 西桑津村、東桑津村、中村、下河原村、小坂田村、▲岩屋村、▲口酒井村、森本村、△田能村（現・伊丹市）
  - 園田村 ← ▲田能村、法界寺村、穴太村、富田村、椎堂村、上食満村、中食満村、下食満村、瓦宮村、小中島村、猪名寺村、南清水村、口田中村、若王寺村、上坂部村、森村[17]、御園村、戸ノ内村、△善法寺村、△岩屋村、△口酒井村（現・尼崎市）
  - 小田村 ← 久々知村、下坂部村、▲善法寺村、高田村、額田村、神崎村、西川村、浜村、次屋村、潮江村、長洲村、杭瀬村、梶ヶ島村、常光寺村、西長洲村、金楽寺村、今福村、大物村［一部］（現・尼崎市）
  - 尼崎町 ← 尼崎町、別所村、▲竹谷新田[18]、大洲村、大物村［大部分］、△西難波村（現・尼崎市）
  - 立花村 ← 塚口村、東富松村、七松村、尾浜村、三反田村、水堂村、大西村、栗山村、上ノ島村、東難波村、▲西難波村、△竹谷新田（現・尼崎市）
  - 稲野村 ← 御願塚村、南野村、野間村、池尻村、昆陽村、新田中野村、▲寺本村、山田村、▲千僧村、堀池村、△大鹿村、△伊丹町、武庫郡△時友村、△西昆陽村（現・伊丹市）
  - 小浜村 ← 安倉村、小浜村、米谷村、武庫郡川面村、見佐村（現・宝塚市）
  - 長尾村 ← 鴻池村、荻野村、荒牧村、山本村、▲平井村、中筋村、中山寺村、△寺畑村（現・宝塚市）
  - 川西村 ← 栄根村、加茂村、▲寺畑村、小花村、小戸村、出在家村、滝山村、火打村、萩原村、久代村、久代新田村（現・川西市）
  - 多田村 ← 矢問村、東多田村、平野村、新田村、多田院村、芋生村、柳谷村、若宮村、赤松村、虫生村、石道村、満願寺村、西多田村（現・川西市）
  - 東谷村 ← 笹部村、見野村、東畦野村、西畦野村、山原村、山下村[19]、下財屋敷村[19]、一庫村、黒川村、▲横路村、国崎村（現・川西市）
  - 中谷村 ← 広根村、銀山町、村上新田村、猪淵村、肝川村、差組村、上野村、柏梨田村、紫合村、南田原村、北田原村、北野村、原村、内馬場村、民田村、上阿古谷村、下阿古谷村（現・猪名川町）
  - 西谷村 ← 上佐曽利村、下佐曽利村、香合新田[20]、大原野村、長谷村、芝辻新田村、波豆村、境野村、玉瀬村、切畑村、△平井村、△寺畑村（現・宝塚市）
  - 六瀬村 ← 木間生村、栃原村、木津村、槻並村、万善村、林田村、笹尾村、清水村、清水東村、仁頂寺村、鎌倉村、島村、杉生村、西畑村、柏原村（現・猪名川町）
  - 高平村 ← 末吉村[21]、布木村、河原村、十倉村、田中村、酒井村、片古村、下村、木器村、上槻瀬村[22]、下槻瀬村[22]、市ノ瀬村[22]、波豆川村（現・三田市）
  - 寺本村の一部（飛地）が武庫郡武庫村、横路村の一部（飛地）が大阪府能勢郡吉川村のそれぞれ一部となる。
- 明治29年（1896年）
  - 4月1日 - 高平村の所属郡が有馬郡に変更。（2町13村）
  - 7月1日 - 郡制を施行。

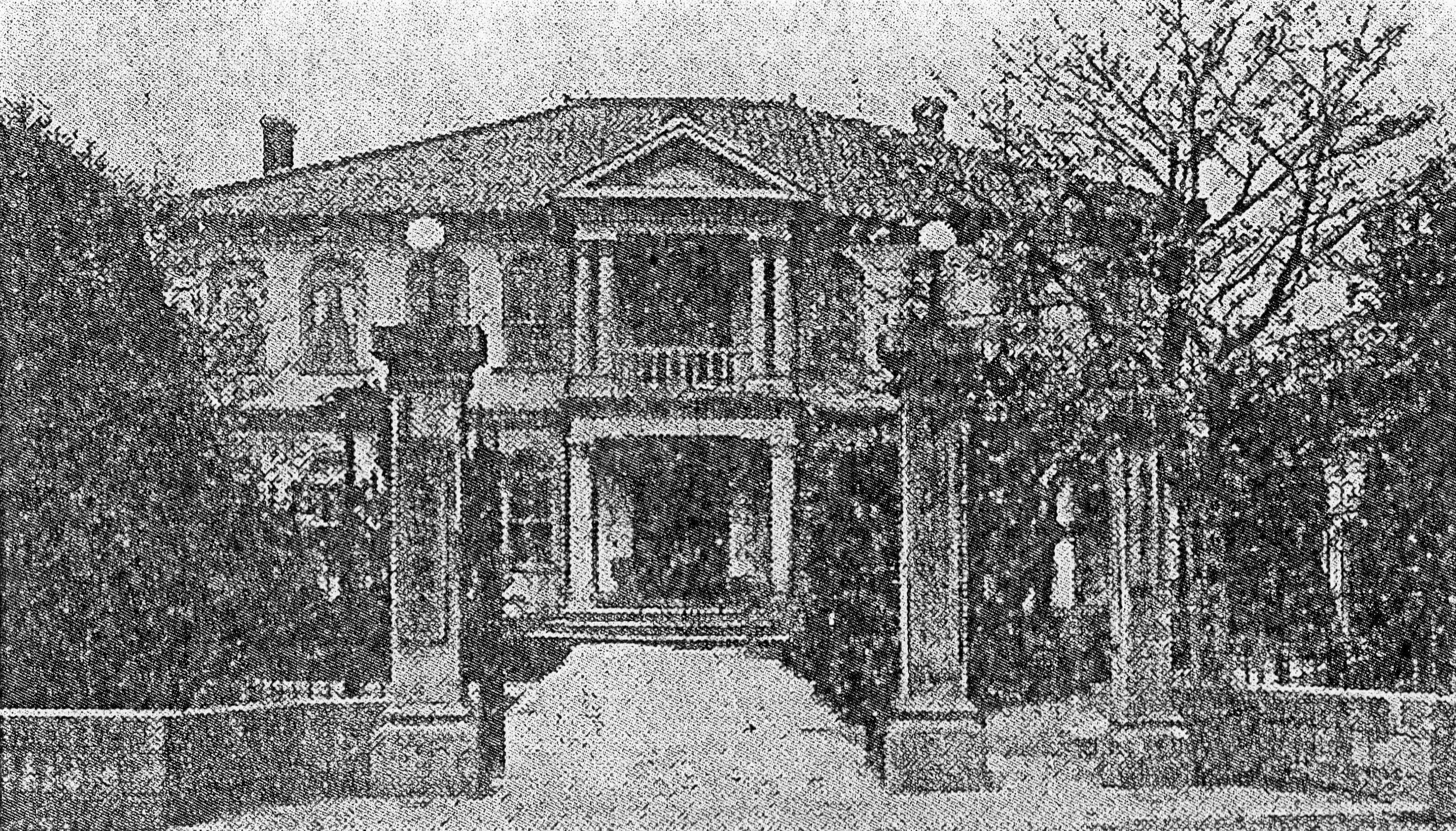
川辺郡役所（伊丹町）

- 大正5年（1916年）4月1日 - 尼崎町が立花村の一部（東難波・西難波）と合併して尼崎市が発足し、郡より離脱。（1町13村）
- 大正12年（1923年）4月1日 - 郡会が廃止。郡役所は存続。
- 大正14年（1925年）10月1日 - 川西村が町制施行して川西町となる。（2町12村）
- 大正15年（1926年）7月1日 - 郡役所が廃止。以降は地域区分名称となる。
- 昭和10年（1935年）時点での当郡の面積は278.50平方km、人口は152,587人（男74,698人・女77,889人）[23]。
- 昭和11年（1936年）4月1日 - 小田村が尼崎市と合併し、改めて尼崎市が発足、郡より離脱。（2町11村）
- 昭和15年（1940年）11月10日 - 伊丹町・稲野村が合併して伊丹市が発足し、郡より離脱。（1町10村）
- 昭和17年（1942年）2月11日 - 立花村が尼崎市に編入。（1町9村）
- 昭和22年（1947年）3月1日（1町7村）
  - 神津村が伊丹市に編入。
  - 園田村が尼崎市に編入。
- 昭和26年（1951年）3月15日 - 小浜村が町制施行・改称して宝塚町となる。（2町6村）
- 昭和29年（1954年）
  - 4月1日 - 宝塚町が武庫郡良元村と合併して宝塚市が発足し、郡より離脱。（1町6村）
  - 8月1日 - 川西町・多田村・東谷村が合併して川西市が発足し、郡より離脱。（4村）
- 昭和30年（1955年）
  - 3月10日 - 長尾村が宝塚市に編入。（3村）
  - 3月14日 - 西谷村が宝塚市に編入。（2村）
  - 4月10日 - 中谷村・六瀬村が合併して猪名川町が発足。（1町）

### 変遷表
| 明治22年以前  | 明治22年4月1日 | 明治22年 - 大正15年         | 昭和1年 - 昭和19年           | 昭和20年 - 昭和29年             | 昭和20年 - 昭和29年         | 昭和30年 - 昭和64年                                            | 平成1年 - 現在 | 現在     |
| ------------- | -------------- | --------------------------- | ---------------------------- | ------------------------------- | --------------------------- | -------------------------------------------------------------- | -------------- | -------- |
|               | 中谷村         | 中谷村                      | 中谷村                       | 中谷村                          | 中谷村                      | 昭和30年4月10日 猪名川町                                       | 猪名川町       | 猪名川町 |
|               | 六瀬村         | 六瀬村                      | 六瀬村                       | 六瀬村                          | 六瀬村                      | 昭和30年4月10日 猪名川町                                       | 猪名川町       | 猪名川町 |
|               | 川西村         | 大正14年10月1日 町制 川西町 | 川西町                       | 昭和29年8月1日 川西市           | 昭和29年8月1日 川西市       | 川西市                                                         | 川西市         | 川西市   |
|               | 多田村         | 多田村                      | 多田村                       | 昭和29年8月1日 川西市           | 昭和29年8月1日 川西市       | 川西市                                                         | 川西市         | 川西市   |
|               | 東谷村         | 東谷村                      | 東谷村                       | 昭和29年8月1日 川西市           | 昭和29年8月1日 川西市       | 川西市                                                         | 川西市         | 川西市   |
|               | 伊丹町         | 伊丹町                      | 昭和15年11月10日 伊丹市      | 伊丹市                          | 伊丹市                      | 伊丹市                                                         | 伊丹市         | 伊丹市   |
|               | 稲野村         | 稲野村                      | 昭和15年11月10日 伊丹市      | 伊丹市                          | 伊丹市                      | 伊丹市                                                         | 伊丹市         | 伊丹市   |
|               | 神津村         | 神津村                      | 神津村                       | 昭和22年3月1日 伊丹市に編入     | 昭和22年3月1日 伊丹市に編入 | 伊丹市                                                         | 伊丹市         | 伊丹市   |
| 荒牧村        | 長尾村         | 長尾村                      | 長尾村                       | 長尾村                          | 長尾村                      | 昭和30年3月10日 宝塚市に編入 昭和30年4月1日 一部を伊丹市に編入 | 伊丹市         | 伊丹市   |
| 荻野村        | 長尾村         | 長尾村                      | 長尾村                       | 長尾村                          | 長尾村                      | 昭和30年3月10日 宝塚市に編入 昭和30年4月1日 一部を伊丹市に編入 | 伊丹市         | 伊丹市   |
| 鴻池村        | 長尾村         | 長尾村                      | 長尾村                       | 長尾村                          | 長尾村                      | 昭和30年3月10日 宝塚市に編入 昭和30年4月1日 一部を伊丹市に編入 | 伊丹市         | 伊丹市   |
| 中筋村        | 長尾村         | 長尾村                      | 長尾村                       | 長尾村                          | 長尾村                      | 昭和30年3月10日 宝塚市に編入 昭和30年4月1日 一部を伊丹市に編入 | 宝塚市         | 宝塚市   |
| 中山寺村      | 長尾村         | 長尾村                      | 長尾村                       | 長尾村                          | 長尾村                      | 昭和30年3月10日 宝塚市に編入 昭和30年4月1日 一部を伊丹市に編入 | 宝塚市         | 宝塚市   |
| 平井村        | 長尾村         | 長尾村                      | 長尾村                       | 長尾村                          | 長尾村                      | 昭和30年3月10日 宝塚市に編入 昭和30年4月1日 一部を伊丹市に編入 | 宝塚市         | 宝塚市   |
| 山本村        | 長尾村         | 長尾村                      | 長尾村                       | 長尾村                          | 長尾村                      | 昭和30年3月10日 宝塚市に編入 昭和30年4月1日 一部を伊丹市に編入 | 宝塚市         | 宝塚市   |
| 武庫郡 川面村 | 小浜村         | 小浜村                      | 小浜村                       | 昭和26年3月15日 町制改称 宝塚町 | 昭和29年4月1日 宝塚市       | 宝塚市                                                         | 宝塚市         | 宝塚市   |
| 武庫郡 美佐村 | 小浜村         | 小浜村                      | 小浜村                       | 昭和26年3月15日 町制改称 宝塚町 | 昭和29年4月1日 宝塚市       | 宝塚市                                                         | 宝塚市         | 宝塚市   |
| 安倉村        | 小浜村         | 小浜村                      | 小浜村                       | 昭和26年3月15日 町制改称 宝塚町 | 昭和29年4月1日 宝塚市       | 宝塚市                                                         | 宝塚市         | 宝塚市   |
| 小浜町        | 小浜村         | 小浜村                      | 小浜村                       | 昭和26年3月15日 町制改称 宝塚町 | 昭和29年4月1日 宝塚市       | 宝塚市                                                         | 宝塚市         | 宝塚市   |
| 米谷村        | 小浜村         | 小浜村                      | 小浜村                       | 昭和26年3月15日 町制改称 宝塚町 | 昭和29年4月1日 宝塚市       | 宝塚市                                                         | 宝塚市         | 宝塚市   |
| 大原野村      | 西谷村         | 西谷村                      | 西谷村                       | 西谷村                          | 西谷村                      | 昭和30年3月14日 宝塚市に編入                                   | 宝塚市         | 宝塚市   |
| 上佐利村      | 西谷村         | 西谷村                      | 西谷村                       | 西谷村                          | 西谷村                      | 昭和30年3月14日 宝塚市に編入                                   | 宝塚市         | 宝塚市   |
| 切畑村        | 西谷村         | 西谷村                      | 西谷村                       | 西谷村                          | 西谷村                      | 昭和30年3月14日 宝塚市に編入                                   | 宝塚市         | 宝塚市   |
| 境町村        | 西谷村         | 西谷村                      | 西谷村                       | 西谷村                          | 西谷村                      | 昭和30年3月14日 宝塚市に編入                                   | 宝塚市         | 宝塚市   |
| 下佐利村      | 西谷村         | 西谷村                      | 西谷村                       | 西谷村                          | 西谷村                      | 昭和30年3月14日 宝塚市に編入                                   | 宝塚市         | 宝塚市   |
| 玉瀬村        | 西谷村         | 西谷村                      | 西谷村                       | 西谷村                          | 西谷村                      | 昭和30年3月14日 宝塚市に編入                                   | 宝塚市         | 宝塚市   |
| 波豆村        | 西谷村         | 西谷村                      | 西谷村                       | 西谷村                          | 西谷村                      | 昭和30年3月14日 宝塚市に編入                                   | 宝塚市         | 宝塚市   |
| 長谷村        | 西谷村         | 西谷村                      | 西谷村                       | 西谷村                          | 西谷村                      | 昭和30年3月14日 宝塚市に編入                                   | 宝塚市         | 宝塚市   |
|               | 立花村         | 立花村                      | 昭和17年2月11日 尼崎市に編入 | 尼崎市                          | 尼崎市                      | 尼崎市                                                         | 尼崎市         | 尼崎市   |
|               | 立花村         | 大正5年4月1日 尼崎市        | 昭和11年4月1日 尼崎市        | 尼崎市                          | 尼崎市                      | 尼崎市                                                         | 尼崎市         | 尼崎市   |
|               | 尼崎町         | 大正5年4月1日 尼崎市        | 昭和11年4月1日 尼崎市        | 尼崎市                          | 尼崎市                      | 尼崎市                                                         | 尼崎市         | 尼崎市   |
|               | 小田村         | 小田村                      | 昭和11年4月1日 尼崎市        | 尼崎市                          | 尼崎市                      | 尼崎市                                                         | 尼崎市         | 尼崎市   |
| 田能村        | 園田村         | 園田村                      | 園田村                       | 昭和22年3月1日 尼崎市に編入     | 昭和22年3月1日 尼崎市に編入 | 尼崎市                                                         | 尼崎市         | 尼崎市   |
| 法界寺村      | 園田村         | 園田村                      | 園田村                       | 昭和22年3月1日 尼崎市に編入     | 昭和22年3月1日 尼崎市に編入 | 尼崎市                                                         | 尼崎市         | 尼崎市   |
| 穴太村        | 園田村         | 園田村                      | 園田村                       | 昭和22年3月1日 尼崎市に編入     | 昭和22年3月1日 尼崎市に編入 | 尼崎市                                                         | 尼崎市         | 尼崎市   |
| 富田村        | 園田村         | 園田村                      | 園田村                       | 昭和22年3月1日 尼崎市に編入     | 昭和22年3月1日 尼崎市に編入 | 尼崎市                                                         | 尼崎市         | 尼崎市   |
| 椎堂村        | 園田村         | 園田村                      | 園田村                       | 昭和22年3月1日 尼崎市に編入     | 昭和22年3月1日 尼崎市に編入 | 尼崎市                                                         | 尼崎市         | 尼崎市   |
| 上食満村      | 園田村         | 園田村                      | 園田村                       | 昭和22年3月1日 尼崎市に編入     | 昭和22年3月1日 尼崎市に編入 | 尼崎市                                                         | 尼崎市         | 尼崎市   |
| 中食満村      | 園田村         | 園田村                      | 園田村                       | 昭和22年3月1日 尼崎市に編入     | 昭和22年3月1日 尼崎市に編入 | 尼崎市                                                         | 尼崎市         | 尼崎市   |
| 下食満村      | 園田村         | 園田村                      | 園田村                       | 昭和22年3月1日 尼崎市に編入     | 昭和22年3月1日 尼崎市に編入 | 尼崎市                                                         | 尼崎市         | 尼崎市   |
| 瓦宮村        | 園田村         | 園田村                      | 園田村                       | 昭和22年3月1日 尼崎市に編入     | 昭和22年3月1日 尼崎市に編入 | 尼崎市                                                         | 尼崎市         | 尼崎市   |
| 小中島村      | 園田村         | 園田村                      | 園田村                       | 昭和22年3月1日 尼崎市に編入     | 昭和22年3月1日 尼崎市に編入 | 尼崎市                                                         | 尼崎市         | 尼崎市   |
| 猪名寺村      | 園田村         | 園田村                      | 園田村                       | 昭和22年3月1日 尼崎市に編入     | 昭和22年3月1日 尼崎市に編入 | 尼崎市                                                         | 尼崎市         | 尼崎市   |
| 南清水村      | 園田村         | 園田村                      | 園田村                       | 昭和22年3月1日 尼崎市に編入     | 昭和22年3月1日 尼崎市に編入 | 尼崎市                                                         | 尼崎市         | 尼崎市   |
| 口田中村      | 園田村         | 園田村                      | 園田村                       | 昭和22年3月1日 尼崎市に編入     | 昭和22年3月1日 尼崎市に編入 | 尼崎市                                                         | 尼崎市         | 尼崎市   |
| 若王子村      | 園田村         | 園田村                      | 園田村                       | 昭和22年3月1日 尼崎市に編入     | 昭和22年3月1日 尼崎市に編入 | 尼崎市                                                         | 尼崎市         | 尼崎市   |
| 上坂部村      | 園田村         | 園田村                      | 園田村                       | 昭和22年3月1日 尼崎市に編入     | 昭和22年3月1日 尼崎市に編入 | 尼崎市                                                         | 尼崎市         | 尼崎市   |
| 森村          | 園田村         | 園田村                      | 園田村                       | 昭和22年3月1日 尼崎市に編入     | 昭和22年3月1日 尼崎市に編入 | 尼崎市                                                         | 尼崎市         | 尼崎市   |
| 御園村        | 園田村         | 園田村                      | 園田村                       | 昭和22年3月1日 尼崎市に編入     | 昭和22年3月1日 尼崎市に編入 | 尼崎市                                                         | 尼崎市         | 尼崎市   |
| 善法寺村      | 園田村         | 園田村                      | 園田村                       | 昭和22年3月1日 尼崎市に編入     | 昭和22年3月1日 尼崎市に編入 | 尼崎市                                                         | 尼崎市         | 尼崎市   |
| 岩屋村        | 園田村         | 園田村                      | 園田村                       | 昭和22年3月1日 尼崎市に編入     | 昭和22年3月1日 尼崎市に編入 | 尼崎市                                                         | 尼崎市         | 尼崎市   |
| 口酒井村      | 園田村         | 園田村                      | 園田村                       | 昭和22年3月1日 尼崎市に編入     | 昭和22年3月1日 尼崎市に編入 | 尼崎市                                                         | 尼崎市         | 尼崎市   |
|               | 高平村         | 明治29年4月1日 有馬郡       | 有馬郡 高平村                | 有馬郡 高平村                   | 有馬郡 高平村               | 昭和31年9月30日 三田町 昭和33年7月1日 三田市                   | 三田市         | 三田市   |

## 行政
歴代郡長
| 代 | 氏名 | 就任年月日               | 退任年月日                | 備考                   |
| -- | ---- | ------------------------ | ------------------------- | ---------------------- |
| 1  |      | 明治12年（1879年）1月8日 |                           |                        |
|    |      |                          | 大正15年（1926年）6月30日 | 郡役所廃止により、廃官 |